# Круг Карл Адольфович
Ка́рл Адо́льфович Кру́г (* 6 липня (24 червня) 1873, Немирів, Подільська губернія — † 24 квітня 1952, Москва) — російський електротехнік, 1933 — член-кореспондент АН СРСР, заслужений діяч науки і техніки РРФСР — 1937. Нагороджений 2 орденами Леніна, 2 — Трудового Червоного Прапора, орденом «Знак Пошани», медалями.

## Життєпис
Залишився без батька у віці чотирьох років, родина переїхала до Москви, жили з великими труднощами. Навчання в гімназії поєднував з роботою, починаючи шостим класом займався репетиторством, підтримуючи усю родину. Навчаючись в 4-й московській гімназії, проявив такі математичні здібності, що останні два роки навчання його вчитель П. А. Покровський — згодом професор Київського університету — не викликав до дошки, ставлячи «п'ятірку» наперед. Однокласники ж його поважали за те, що Карл, йдучи до гімназії, ніс розв'язані завдання для всього класу. Захоплювався спортом — фігурне катання, ходив на лижах, займався легкою атлетикою.
Навчався в Московському вищому технічному училищі — закінчив 1892 року, згодом викладав у ньому. 1898 відкомандирований на 2 роки до Німеччини для ознайомлення із станом електротехнічної промисловості та підготовки до викладання даного предмету в училищі.
1903 року екстерном здав повний курс фізико-математичного факультету Московського університету. 1911 року захистив дисертацію в Дармштадському університеті. У 1908 році створив курс «Основи електротехніки», над вдосконаленням якого працював майже все життя.
1915 року був одним із засновників електротехнічного відділення МВТУ. Читав курс, згодом взятий в основу підручника «Основи електротехніки» — використовувався у ВНЗ до 1970-х років. 1917 — перший декан електротехнічного відділу МВТУ.
1920 — директор Державного експериментального електротехнічного інституту — за його ініціативою приймається урядове рішення про створення закладу.
1930 року в новоствореному Московському енергетичному інституті завідує кафедрою основ електротехніки. З 1937 року працював в Енергетичному інституті АН СРСР.
Входив в склад комісії ГОЕЛРО, його відповідальністю була електрифікація Центрального та Волзького району.
У 1934 році очолив комісію по створенню нового фізико-технічного факультету при інституті. З 1937 року та до кінця життя працював в Енергетичному інституті АН СРСР.
Наукові праці стосуються:
- асинхронних двигунів,
- розробці та захисту дугових вентилів,
- проблем перетворення електричної енергії,
- електромагнітних процесів, що виникають при випрямленні струму,
- електромагнітних процесів, що виникають при передачі електроенергії постійним струмом великої напруги.

Похований на Введенському кладовищі.